# Wilshire/Normandie
Wilshire/Normandie – podziemna stacja linii D metra w Los Angeles znajdująca się na granicy dwóch dzielnic: Mid-Wilshire i Koreatown przy skrzyżowaniu ulic Wilshire Boulevard i Normandie Avenue.

## Godziny kursowania
Pociągi linii D kursują codziennie w godzinach od 5:00 do 0:45

## Połączenia autobusowe
- Metro Local: 18, 20, 206
- Metro Rapid: 720
- Foothill Transit: 481